# آنتروپی
در مکانیک آماری، آنتروپی (به فرانسوی: Entropie) (با نماد S) مفهومی علمی و همچنین یک خاصیت فیزیکی غیر قابل اندازه‌گیری است که در عادی‌ترین حالت با حالت اختلال، تصادفی بودن و عدم قطعیت مرتبط است. به عبارتی، آنتروپی یک سامانه‌ی فیزیکی، کمترین تعداد ذراتی که برای تعریف صحیح حالت دقیق سامانه نیاز است، می‌باشد. آنتروپی نمایندهٔ تصادفی بودن مولکول‌ها است و در واقع ویژگی‌های یک سامانه را تعریف می‌کند.
این واژه در رشته‌های گوناگون علمی، معانی متفاوت پیدا کرده‌است. موضوع دیگر مرتبط با انتروپی در مقوله نظامات ژئوپلتیکی است که توسط سایل بی کوهن مطرح شده به عقیده او هرچه سیستم ژئوپلتیکی بسته تر باشد آنتروپی افزایش و توانایی آن کاهش یافته و به نابودی تهدید می‌شود.

## تعاریف
برای درک دقیق‌تر آنتروپی، فیزیک‌دان‌ها تعاریف متفاوتی از این مفهوم ارائه داده‌اند.
- آنتروپی یک شیء مقدار اختلالی است که حاوی آن است.
- آنتروپی یا بی نظمی (آشفتگی) یا عدم قطعیت یک سیستم را بیان می‌کند.
- از دیدگاه انرژی آزاد انتروپی با گرمایی که برای انجام کار در دسترس نیست، ارتباط دارد.
- انتروپی اندازهٔ بی‌نظمی سامانه (سیستم) یا ماده‌ای است که در حال بررسی است.
- انتروپی معیاری از اشتباهات تصادفی است که در هنگام انتقال یک سیگنال به وجود می‌آید؛ بنابراین می‌تواند معیاری از بازده‌ی سیستم ارسال پیام باشد.
- آنتروپی بردار زمان است یعنی یک شاخص اساسی برای تشخیص گذشت زمان است. هر جا مقدار آنتروپی افزایش داشته باشد، نشان می‌دهد که پیکان زمان به سمت آینده است.
- انتروپی معیاری از تعداد حالت‌های داخلی است که یک سیستم می‌تواند داشته باشد، بدون آنکه برای یک ناظر خارجی که فقط کمیت‌های ماکروسکوپیک (مثلاً جرم، سرعت، بار و…) آن را مشاهده می‌کند، متفاوت به نظر برسد.
- به تعریف دانشنامهٔ بریتانیکا، آنتروپی اندازه یک انرژی گرمایی سامانه بر حسب دمای واحد است که برای انجام کار مفید در دسترس نیست از آنجایی که کار از حرکت مولکولی اجباری به دست می‌آید، مقدار آنتروپی نیز یک اندازهٔ اختلال مولکولی یا تصادفی بودن یک سامانه است.
- در شیمی میزان انرژی آزاد با برابر است با g=∆h-∆s واکنش تنها در زمانی انجام می‌شود که منفی باشد برای مثال در سوختن گلوکوز یک گلوکوز با شش ملکول اکسیژن ترکیب شده و دوازده مولکول را به وجود می‌آورد لذا تعداد مولکول‌ها افزایش یافته‌است و انتروپی نیز افزایش یافته‌است لذا واکنش به خودی خود انجام می‌گردد. (در صورت حضور آنزیم یا تأمین انرژی فعال سازی)

## عوامل ده‌گانه انتروپی از نظر کوهن
۱. میزان پس‌انداز
 ۲. تولید کشاورزی
 ۳. تولید صنعتی
 ۴. صادرات تحقیق و توسعه
 ۵. تعداد دانشمندان
 ۶. تعداد مهندسین
 ۷. کاهش دیون
 ۸. کاهش وابستگی به سوخت
 ۹. مبادله علمی
 ۱۰. تعداد اختراعاتی که ثبت شده.
جهان ما دارای آشوب وبی نظمی است بطوریکه در ابعاد بزرگ که بدن ما باشد این بی نظمی کمتر قابل مشاهده است درحالی‌که در ابعاد میکروسکوپیک و کوانتومی مشهودست. جهان جنگی بین بی نظمی و نظم است.نظم یعنی حیات موجود زنده

## مفهوم ترمودینامیکی
انتروپی ({\displaystyle S}) کمیتی ترمودینامیکی است که اندازه‌ای برای درجهٔ بی‌نظمی در هر سیستم است. هر چه درجهٔ بی‌نظمی بالاتر باشد، آنتروپی بیشتر است؛ بنابراین برای یک مادهٔ معین در حالت تعادل درونی کامل در هر حالت: انتروپی جامد <انتروپی مایع <انتروپی گاز
واحد انتروپی در سیستم SI، ژول بر کلوین است. ({\displaystyle J/K}) و توجه به این نکته ضروری است که انتروپی یک تابع حالت و مستقل از مسیر است. با فرض صادق بودن قانون سوم ترمودینامیک می‌توان به صورت زیر مقدار مطلقی برای انتروپی جامدات در دماهای بالا به‌دست آورد:
{\displaystyle S=\int _{0}^{T}C_{p}dT/T}
در صورتی که مادهٔ مورد نظر در دماهای بالا تحت استحاله‌های فازی قرار گرفته و حالت آن تغییر یابد، باید از صورت کلی فرمول انتروپی به شکل زیر استفاده کرد:
{\displaystyle S=\int _{0}^{T_{m}}C_{p}(s)dT/T+{\frac {\Delta {H_{m}}}{T_{m}}}+\int _{T_{m}}^{T_{v}}C_{p}(l)dT/T+{\frac {\Delta {H_{v}}}{T_{v}}}+\int _{T_{v}}^{T}C_{p}(g)dT/T}
که در این فرمول، Tm دمای ذوب، Tv دمای جوش، ΔHm تغییر آنتالپی در اثر ذوب، ΔHv تغییر آنتالپی در اثر جوش و (Cp(l), Cp(s و (Cp(g به ترتیب ظرفیت گرمایی ماده در حالت جامد، مایع و گاز در فشار ثابت هستند.
دمای برگشت‌پذیر یک فرایند بسیار کوچک:
{\displaystyle dS={\frac {\delta {q}_{rev}}{T}}}